# Solpuga hewitti
Espèce
Solpuga hewitti est une espèce de solifuges de la famille des Solpugidae.

## Distribution
Cette espèce est endémique de République démocratique du Congo.

## Description
Le mâle mesure 31 mm et la femelle 32,5 mm.

## Étymologie
Cette espèce est nommée en l'honneur de John Hewitt.

## Publication originale
- Hirst, 1916 : On a new species of Solpuga from the Belgian Congo. Annals and Magazine of Natural History, sér. 8, vol. 17, p. 306–308 (texte intégral).